# 阿爾卡科塔湖
16°09′05″S 68°17′50″W / 16.15139°S 68.29722°W
阿爾卡科塔湖（Allqa Quta），是玻利維亞的湖泊，位於該國西部拉巴斯省的洛斯安地斯省，處於孔多里里山西北面和瓦瓦納基山以北的玻利維亞瑞阿爾山脈地區。